# Werner Burau

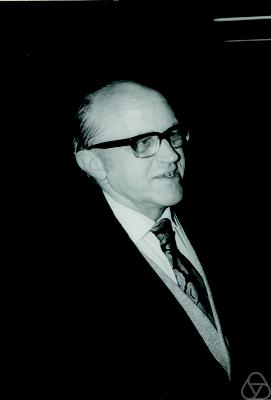
Werner Burau

Rolf Werner Burau (* 31. Dezember 1906 in Allenstein; † 16. Januar 1994) war ein deutscher Mathematiker, der sich mit Geometrie beschäftigte.

## Leben
Burau studierte ab 1925 an der Universität Königsberg, wo er 1932 bei Kurt Reidemeister promovierte (Gruppentheoretische Untersuchungen über Knoten und Zöpfe). Er war ab 1933 wissenschaftlicher Angestellter an der Deutschen Seewarte in Hamburg. 1943 habilitierte er sich an der Universität Hamburg (bei Wilhelm Blaschke), an der er danach Privatdozent und ab 1949 außerplanmäßiger Professor war. 1950 war er mit einem Stipendium am Institut für höhere Mathematik der Universität Rom bei Francesco Severi. 1953 war er Diäten-Dozent, dann ab 1965 wissenschaftlicher Rat und schließlich außerplanmäßiger Professor an der Universität Hamburg (für Geometrie). 1975 ging er in den Ruhestand.
Burau befasste sich unter anderem mit Knotentheorie (eine Darstellung der Zopfgruppe ist nach ihm benannt), projektiver Geometrie (in der die Burau-Geometrie nach ihm benannt ist) und algebraischer Geometrie. Nach dem Zweiten Weltkrieg baute er die Mathematische Gesellschaft in Hamburg, die durch den Krieg stark in Mitleidenschaft gezogen war, wieder auf (1950 bis 1960 war er ihr Jahrverwalter). Er war Mitherausgeber der Gesammelten Werke von Wilhelm Blaschke und übersetzte das Lehrbuch der projektiven Geometrie von H. S. M. Coxeter. Er schrieb auch Biographien von Mathematikern für den Dictionary of Scientific Biography, unter anderem ist er Koautor der Artikel zu Hermann Grassmann und Felix Klein.

## Quelle
- Renate Tobies: Biographisches Lexikon in Mathematik promovierter Personen, 2006

## Verweise
1. ↑  Veröffentlicht in zwei Artikeln in den Abhandlungen aus dem Mathematischen Seminar der Hamburgischen Universität, 9, 1932, und zwar Über Zopfinvarianten, S. 117–124, und Kennzeichnung der Schlauchknoten, S. 125–133.

| Personendaten    | Personendaten                           |
| ---------------- | --------------------------------------- |
| NAME             | Burau, Werner                           |
| ALTERNATIVNAMEN  | Burau, Rolf Werner (vollständiger Name) |
| KURZBESCHREIBUNG | deutscher Mathematiker                  |
| GEBURTSDATUM     | 31. Dezember 1906                       |
| GEBURTSORT       | Allenstein                              |
| STERBEDATUM      | 16. Januar 1994                         |